# Spartopteryx tibetica
Spartopteryx tibetica là một loài bướm đêm trong họ Geometridae.